# Octarrhena torricellensis
Octarrhena torricellensis är en orkidéart som beskrevs av Rudolf Schlechter. Octarrhena torricellensis ingår i släktet Octarrhena och familjen orkidéer. Inga underarter finns listade i Catalogue of Life.